# (72691) 2001 FA72
(72691) 2001 FA72 – planetoida z pasa głównego asteroid okrążająca Słońce w ciągu 5,08 lat w średniej odległości 2,95 j.a. Odkryta 19 marca 2001 roku.